# Becky Lynch

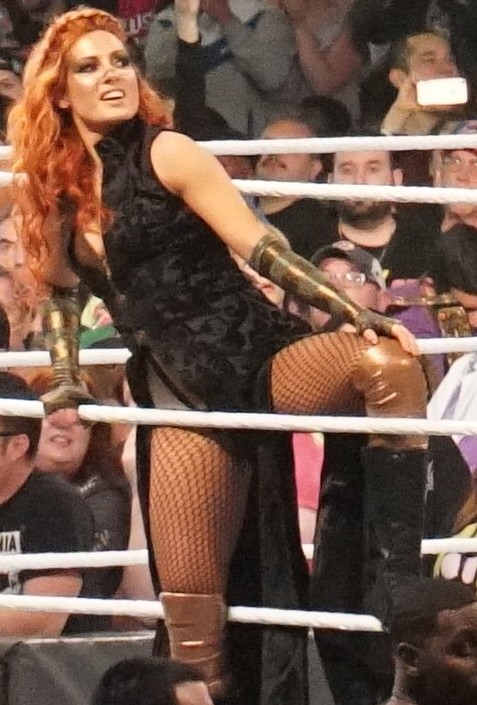
Becky Lynch, WrestleMania 34-en

Rebecca Quin (ismertebb nevén Becky Lynch) (Dublin, 1987. január 30. –) ír származású amerikai profi birkózó, pankrátor. 2013-ban írta alá szerződését a WWE-vel, ahol először az NXT fejlesztési területhez, később pedig a SmackDown csapatába került. A WWE SmackDown női bajnoki címet négyszer nyerte meg, a WWE Raw női bajnoki címet kétszer, 2019 januárjában megnyerte a női Royal Rumble-t.

## Profi pankrátor karrier
Quin 2002 júniusában kezdte meg profi birkózó karrierjét Írországban, Rebecca Knox néven. Írország után Európában és Észak-Amerikában folytatta pályafutását, de leginkább az Elite Canadian Championship Wrestling-nél versenyzett. Itt az első olyan női birkózó lett, aki 2005 júniusában megnyerte a SuperGirls bajnokságot. 2006 szeptemberében Quin súlyos fejsérülést szenvedett Németországban, ez pedig több évig távol tartotta a szakmai birkózástól. 2012 végén visszatért, és 2013-ban szerződést írt alá a World Wrestling Entertainment (WWE)-vel. 2015 júliusában felkerült a WWE főlistájára, a SmackDown-ba. A SmackDown női bajnoki címet kétszer szerezte meg: a Backlash rendezvényen 2016-ban ahol a legelső SmackDown női bajnok lett, majd a Hell in a Cell-en 2018-ban. 2019 januárjában egy elbukott SmackDown női bajnoki címmeccs után megnyerte a női Royal Rumble meccset. 
Quin az akkori RAW női bajnokot, Ronda Rousey-t hívta ki először, de a két hölgy párharcából egy triple threat alakult ki Charlotte Flair csatlakozásával, amely történelmet írt, hiszen a Wrestlemániák során először női meccs volt a főmérkőzés. Quin legyőzte Rousey-t és Flair-t a Wrestlemania 35-ön, ezzel ő lett az első pankrátor aki egyidőben birtokolta a RAW & SmackDown női öveket. Egy hónappal később meg tudta védeni RAW övét Lacey Evans-szel szemben, de a SmackDown címet elvesztette a korábbi bajnok, Charlotte Flair ellen. Kicsit később, a Stomping Grounds eseményen újra megvédte bajnoki címét Evans ellen. A következő hónapban megrendezésre került egy intergender winner takes all csapatmeccs a kihívók, Baron Corbin & Lacey Evans és az Universal & RAW női bajnokok, Seth Rollins & Becky Lynch között, ahol a bajnoki övek nem cseréltek gazdát. Quin az év legnagyobb nyári PPV-jén is sikeresen megvédte címét egy submission mérkőzésben Natalya ellen, aki az egyik RAW adáson nyert első számú kihívó jogot. Ezek után egymás után kétszer is megvédte bajnoki övét az újonnan visszatérő Sasha Banks ellen, először egy sima, majd egy Hell in a Cell mérkőzés keretein belül is. 
2020 Survivor Series eseményen szerepelt a főmeccsben a SmackDown női bajnok, Bayley és a NXT női bajnok, Shayna Baszler ellen ahol az utóbbi jött ki győztesen. Quin ezek után összeállt korábbi riválisával, Charlotte Flair-rel a regnáló Tag Team bajnokok, a Kabuki Warriors ellen. A négy hölgy küzdelme több egyéni és csapatmérkőzésbe is végződött, mígnem decemberben Flair-rel együtt szembe szállt Asuka & Kairi Sane ellen a legelső női tag team TLC mérkőzésben. A TLC-n Quin csapata maradt alul, és kicsit később egyéni versengésbe is kezdett Asuka ellen. A két szupersztár rivalizálása egy mérkőzésbe torkollott a Royal Rumble-n, ahol Quin tudott diadalmaskodni. A Royal Rumble utáni RAW adáson debütált Shayna Baszler a fő rosteren és egy tarkóra mért harapással üzent a bajnoknak. Később Baszler megnyerte a hat emberes Elimination Chamber meccset, ezzel ő lett az első számú kihívó. Quin a Wrestlemania 36-on is meg tudta tartani a RAW női bajnoki címet. Egy hónappal később a Money in the Bank után Quin hozta ki az aktatáskát Mrs. MITB (Asuka) pedig csak utána érkezett a ringbe. ezután Quin elmondta, hogy a Money in the Bank létrameccs igazából a RAW női övért zajlott. Quin a szegmens végén bejelentette a nagy hírt, várandós lett ezért egy jó időre hátra kell hagynia a ringet.
Quin 16 hónap után, 2021-ben lépett újra ringbe a Summerslam-en a nézők meglepetésére, és el is nyerte a SmackDown női bajnoki címet Bianca Belair és Carmella ellen- karrierje során negyedszer. SzeptemberI Extreme Rules-on kellett megvédenie először a címet Bianca Belair ellen, ám ez diszkvalifikációval ért véget miután a visszatérő Sasha Banks közbeavatkozott a mérkőzésbe. Egy hónappal később Quin sikeresen megvédte az övet Bianca Belair és Sasha Banks ellen Szaúd-Arábiában a Crown Jewel-en. Az esemény után érvényesült a draft és a RAW színeibe kényszerült vonulni. Régi riválisa és ekkori RAW Női bajnok, Charlotte Flair a kék brand-hez csatlakozott, így a két pankrátorhölgy címet cserélt az október 22-ei SmackDown adáson. 
Quin immáron kétszeres RAW Női bajnokként csatlakozott a vörös roster-hez és szembeszállhatott az újabb kihívókkal, viszont mielőtt ezt megtehette, meg kellett mérkőznie Bianca Belair ellen egy RAW adáson, ahol sikeresen megvédte a bajnoki övet. A következő hetekben újabb kihívó lépett fel ellene, Liv Morgan személyében miután megnyert egy fatal 5 way meccset egy RAW-n. A Survivor Series-en Quin sikeresen legyőzte Flair-t egy bajnok a bajnok ellen meccsben így pontot szerzett a RAW-nak. Az ezt követő heti adáson Quin megvédte a címét Liv Morgan ellen, majd ezt megismételte szilveszterkor a Day 1 eseményen. Januárban Doudrop első számú kihívó lett miután contender meccset nyert Liv Morgan és Bianca Belair ellen, ebbe a mérkőzésbe Quin beleavatkozott Belair kárára. Royal Rumble-n Quin sikeresen győzött Doudrop felett, így továbbra is bajnok maradt a Road to Wrestlemania kezdetén. A következő hónapban egy visszatérő legenda, Lita látogatta meg a RAW adásokat, s Quin büszkeségét kihasználva elfogadtatott magának vele egy címmérkőzést a legközelebbi nagy eseményre, az Elimination Chamber-re. Quin címet tudott védeni a veterán ellen, viszont a gálán egy másik összecsapásban Bianca Belair legyőzte Doudrop, Liv Morgan, Rhea Ripley, Nikki A.S.H. és a visszatérő Alexa Bliss-t az elimination chamber meccsen így automatikusan mérkőzést nyert a Grandest Stage of them All-ra. Belair elleni viszálya személyessé vált, egészen addig fajult míg a kihívó bele nem vágott Quin hajába aminek hatására meg kellett változtatnia külsejét. Immáron új perszonával a Wrestlemania 38-on, nagy küzdelem ellenére vereséget szenvedett Belair ellen, így pontosan 3 év után Bianca Belair lett az első ember aki le tudta győzni Quin-t a RAW Női bajnoki címért.
A Wrestlemania után kis pihenőre ment, s majd csak 3 hét után tért vissza egy RAW adáson. Quin nem ment azonnal a bajnok Belair után, hiszen ugyanazon az adáson visszatért régi ellenfele, Asuka és közbezavart a beszédében ezzel is mélyítve a kettő közti ellentétet. A kettő lány meg is mérkőzött májusban ahol Asuka győzedelmeskedett, ezzel RAW Női címmeccset nyerve magának. Ám egy héttel később Quin megkapta visszavágóját, azzal a téttel hogyha nyer bekerül a bajnoki öv mérkőzésbe, amivel élni tudott. A júniusi Hell in a Cell-en megtörtént a mérkőzés, de Quin nem tudta visszaszerezni az aranyat. Június 20-án elvesztett egy fatal 5 way meccset ahol eldőlt ki lesz a RAW Női bajnok új kihívója (mivel az előző kihívó, Rhea Ripley sérülést szenvedett.), viszont elbukta. Ugyanazon az adáson részt vette egy kvalifikációs meccsen a Money in the Bank létrameccsbe való jutáshoz, viszont ezt is elbukta Asuka ellen.

## Eredményei
WWE
- WWE SmackDown Women's Championship (4x)
  1. 2016.09.11.: Megnyert egy Six Pack Challenge-t a Backlash-en.
  2. 2018.09.16.: Legyőzte Charlotte Flair-t a Hell in a Cell-en.
  3. 2019.04.08.: Legyőzte Charlotte Flair-t és Ronda Rousey-t a Wrestlemania 35-ön.
  4. 2021.08.21.: Legyőzte Bianca Belair-t és Carmella-t a Summerslam-en.
- WWE RAW Women's Championship (2x)
  1. 2019.04.08.: Legyőzte Ronda Rousey-t és Charlotte Flair-t a Wrestlemania 35-ön.
  2. 2022.10.22.: Elcserélte a SmackDown Női övet a Raw Női övre Charlotte Flair-rel a Smack-Down-on.
- WWE Women's World Championship
  1. 2024.04.22.: Megnyerte a RAW adásán tartott Battle Royal-t az akkor gazdátlan bajnoki címért.
- WWE Women's Intercontinental Championship
  1. 2025.06.07.: Legyőzte Lyra Valkyria-t a Money In The Bank-en.
- A történelem legelső női WrestleMania fő mérkőzésének győztese (WrestleMania 35)
- Az Év Női Szupersztárja (2018)
- Az Év Meccse (2018) – Charlotte Flair ellen az Evolution-on.
- Női Royal Rumble győzelem (2019)

SuperGirls Wrestling
- SuperGirls Bajnok (1x)

Pro Wrestling Illustrated
- Az Év Női birkózója (2018)
- PWI közönség rangsor szerint a 4. helyet érte el a top 50 női pankrátor közül (2016)

## Magánélete
Los Angelesben, Kaliforniában lakik. Quin az UFC vegyes harcművész, Luke Sanders közeli barátja. Két és fél évig az Aer Lingus repülőgép-társaság munkatársaként dolgozott.Jelenleg a híres WWE férfi szupersztár Colby Lopez ismertebb nevén Seth Rollins hitvese.12 éve Quin kijelentette hogy rossz úton halad az alkohollal kapcsolatban,de a pankráció segített neki eltörölni és elfelejteni az alkoholt. 2020. május 11-én egy RAW adáson Rebbeca Quin bejelentette, hogy gyermeket vár. 

## Fordítás
Ez a szócikk részben vagy egészben  a   Becky_Lynch című angol Wikipédia-szócikk fordításán alapul.  Az eredeti cikk szerkesztőit annak laptörténete sorolja fel. Ez a jelzés csupán a megfogalmazás eredetét és a szerzői jogokat jelzi, nem szolgál a cikkben szereplő információk forrásmegjelöléseként.